# أبرشية سانت جون
أبرشية سانت جون هي تقسيم إداري في غرينادا.